# Real Albergo dei Poveri

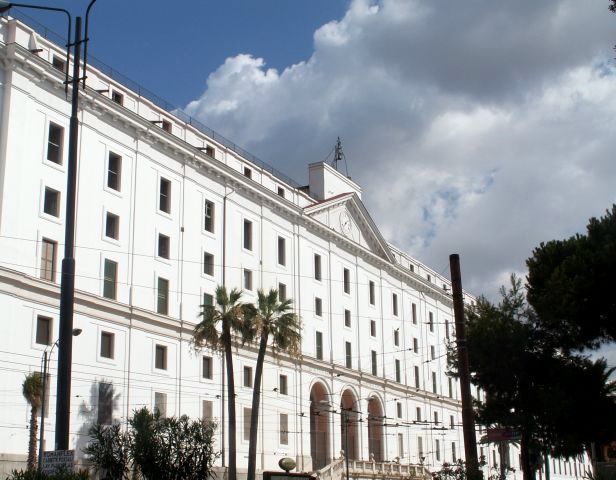
Real Albergo dei Poveri in Napels

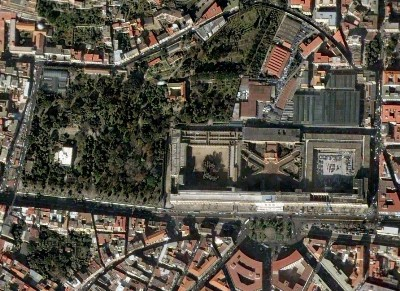
Luchtfoto. Nog niet de helft van de plannen zijn uitgevoerd.

Real Albergo dei Poveri of het Koninklijk Hotel voor Armen (18e eeuw) is een paleis in Napels, hoofdplaats van de Italiaanse regio Campania. Het megalomane project was een idee van koning Karel VII van Napels, een vorst uit het Huis Bourbon die een politiek voerde van verlicht absolutisme.

## Synoniemen
- Palazzo Fuga, genoemd naar de architect Ferdinando Fuga (1699-1782)
- Reclusorio
- Serraglio

## Beschrijving
Slechts minder dan de helft van het oorspronkelijk plan werd uitgevoerd. Het is een van de grootste paleizen in Europa. De lengte van de voorgevel is 360 meter en de breedte is 140 meter. Het beslaat 103.000 vierkante meter inpandig vloeroppervlak. Dit betekent meer dan 430 kamers/zalen en kilometers gangen. Er zijn 3 binnenplaatsen van 6.500 vierkante meter en 6 binnenplaatsen van 700 vierkante meter.

## Geschiedenis
Karel VII van Napels verzocht Ferdinando Fuga de plannen te tekenen (1751). Karel VII wilde zich inzetten voor de armen, de wezen en de oorlogsverminkten. Daarom moest op een centrale plaats in de stad een paleis komen, waar deze mensen terecht konden. De Real Albergo di Poveri moest de vorstelijke triomf voorstellen op de armoede in zijn land. Ook sprak Karel VII over een ‘modelstad’ voor armen. Aan de ingang staat de tekst Regium Totius Regni Pauperum Hospicium, wat betekent: Koninklijk gasthuis der armen van het gehele koninkrijk. In de tweede helft van de 18e eeuw verrees het paleis. De bouw werd meermaals stil gelegd wegens geldgebrek. 
Begin 19e eeuw hervatte koning Ferdinand I der Beide Siciliën de werken. In 1819 werd al weer een punt gezet achter dit koninklijk project omwille van de te hoge kosten. In de jaren die volgden had de Real Albergo di Poveri de volgende functies, de meeste van deze functies liepen gelijktijdig: weeshuis; armentehuis; ziekenhuis; gevangenis; jeugdtribunaal; opvangtehuis voor prostituées; school; muziekschool; opvangtehuis voor doofstommen; opvangtehuis voor landlopers; opleidingscentrum voor handwerkers; theaterzaal en stadsarchief. Jeugdwerk en onderwijs namen steeds een belangrijke plaats in. Op het hoogtepunt bood het paleis onderdak aan 8.000 Napolitanen.
Begin 21e eeuw rolde het stadsbestuur een Masterplan uit ter restauratie.
- Catàleg d'autoritats de noms i títols de Catalunya: 981058529699106706
- Gemeinsame Normdatei: 5257109-9
- International Standard Name Identifier: 0000 0001 2108 6454
- Library of Congress Control Number: nr90028015
- Nationale Bibliotheek van Israël: 987007429058305171
- Système universitaire de documentation: 162071329
- Virtual International Authority File: 126364295